# 青柳信正
青柳 信正（あおやぎ のぶまさ）は、安土桃山時代から江戸時代初期の武将。

## 略歴
家伝によれば青柳氏は甲斐源氏・南部氏の一族で、日蓮宗初期の檀家としても知られる波木井氏の末裔である。武田氏に従い、信正の祖父の代に信濃国筑摩郡青柳を与えられて名字の地としたという。信正も武田勝頼に仕えたが、天正10年（1582年）武田氏が滅亡すると徳川家康に従う。天正18年（1590年）徳川氏が関東に移封されると武蔵国多摩郡内に70石を与えられて代官頭・大久保長安の配下となり、後には代官を務めた。寛永3年（1626年）84歳で死去。